# Chryseobacterium daeguense
Chryseobacterium daeguense ist eine Bakterienart. Der Typstamm wurde aus dem Abwasser einer Textilfärberei in Daegu, Südkorea, isoliert.

## Merkmale
Die Zellen von Chryseobacterium daeguense sind stäbchenförmig, mit einem Durchmesser von etwa 0,4–0,6 μm und einer Länge von 0,8–5,0 μm. Es treten auch ovale oder kokkoide Zellen auf. Flagellen sind nicht vorhanden, die Zellen sind unbeweglich.
Kolonien auf Casein-Soja-Pepton-Agar (engl. Tryptic Soy Agar, TSA) erscheinen nach 2 Tagen Inkubation bei 30 °C kreisförmig, konvex, glatt, glitzernd, hellgelb mit einem Durchmesser von 2,0–3,0 mm. Es wird das Pigment Flexirubin gebildet, welches für die gelbe Färbung der Kolonien verantwortlich ist. Dies ist ein typisches Merkmal vieler Arten der Bacteroidetes.

## Stoffwechsel und Wachstum
Chryseobacterium daeguense benötigt Sauerstoff (aerob). Wachstum erfolgt zwischen 10 und 41 °C, optimales Wachstum bei 30–37 °C. Es werden  0–2 % Natriumchloridgehalt toleriert, wobei ein optimales Wachstum im Bereich von 0–1 % erfolgt. Es wächst bei pH-Werten von 5.5 bis 9.0, der optimale pH-Wert liegt zwischen 6,5 und 7,5. Es verstoffwechselt Tween 20, Tween 40, Tween 60 und Tween 80, aber nicht Hypoxanthin oder Xanthin. Der Oxidase-Test und der Katalase-Test verlaufen positiv.
Das vorherrschende Menachinon ist MK-6. Der GC-Gehalt liegt bei 36,8 %.

## Systematik
Chryseobacterium daeguense wurde 2007 beschrieben. Es zählt zu der Familie Weeksellaceae innerhalb des Phylums Bacteroidetes. Früher wurde die Gattung zu den Flavobacteriaceae gestellt.
Innerhalb der Gattung Chryseobacterium sind mehrere für Fische pathogene Arten vorhanden. Auch beim Menschen krankheitserregende Arten sind bekannt, vor allem Chryseobacterium indologenes und C. gleum. Über die Ökologie von Chryseobacterium daeguense ist allerdings noch relativ wenig bekannt, es wurde aus Abwässern einer Textilfärberei isoliert.
Die Sequenzierung des 16S rRNA zeigt eine enge Verwandtschaft von Chryseobacterium daeguense mit Chryseobacterium gwangjuense, C. camelliae, C. hagamense und C. gregarium.

## Pathogenität
Chryseobacterium daeguense besitzt einige Merkmale, die auf eine mögliche Pathogenität beim Menschen hinweisen. In einer Studie wurden Mitglieder der Gattung Chryseobacterium in Hinsicht auf die Bildung von Enzymen, die pathogen wirken könnten, untersucht. Hierzu zählen Gruppen von Enzymen, die Nährstoffe für Überleben im Wirt liefern könnten (z. B. Proteasen und Lipasen) und solche, die den Organismen helfen, in den Wirt einzudringen und dessen Gewebe zu durchdringen (z. B. DNase und Elastase).
Bei Chryseobacterium daeguense wurden u. a. Elastasen gefunden, Enzyme die faseriges Elastin auflösen können und möglicherweise eine Rolle bei Lungenemphysem, Mukoviszidose und anderen Erkrankungen spielen. Des Weiteren ist C. daeguense resistent gegen eine große Anzahl von Antibiotika.  Neben C. daegunense bestand eine erhöhte Wahrscheinlichkeit, dass C. aquafrigidense, C. carnipullorum, C. daecheongense, C. defluvii, C. flavum, C. gleum, C. gregarium, C. indologenes, "C. massiliense", C. oranimense, C. taenense, C. taichungense, C. taiwanense und C. wanjuense beim Menschen pathogen wirken könnten.

## Technische Nutzung
Der Stamm Chryseobacterium daeguense W6 wurde für den Einsatz in der Bioflokkulation untersucht. Es wurde für die Herstellung eines neuartigen Bioflockungsmittel (MBF-W6) untersucht, welches für die Abwasserbehandlung und andere industrielle Anwendungen genutzt werden könnte.